# Escurçó del Gabon
L'escurçó del Gabon (Bitis gabonica) és una espècie de serp verinosa de la família Viperidae, pròpia de les jungles i sabanes de l'Àfrica subsahariana.
És el membre més gran del gènere Bitis, i l'espècie de vipèrid més pesant del món. Són les serps que injecten més verí en cada mossegada (fins a 2400 mg), i les que tenen els ullals més llargs amb fins a 5 cm de longitud. Existeixen dues subespècies actualment reconegudes.